# Wereldbeker biatlon 2015/2016
De IBU wereldbeker biatlon 2015/2016 (officieel: BMW IBU World Cup Biathlon 2015/2016) ging van start op 29 november 2015 in het Zweedse Östersund en eindigde op 20 maart 2016 in het Russische Chanty-Mansiejsk. Het hoogtepunt van het seizoen waren de wereldkampioenschappen biatlon 2016 in Oslo, Noorwegen. Deze wedstrijden telden ook mee voor het wereldbekerklassement, dit in tegenstelling tot de sporten die onder de FIS-organisatie vallen.
De biatleet die aan het einde van het seizoen de meeste punten heeft verzameld is de eindwinnaar van de algemene wereldbeker. Ook per onderdeel wordt een apart wereldbekerklassement opgemaakt. De algemene wereldbeker werd vorig seizoen gewonnen door de Fransman Martin Fourcade en de Wit-Russin Darja Domratsjeva. Fourcade wist zijn titel te prolongeren. Bij de vrouwen is Gabriela Soukalová de nieuwe titelhouder.

## Deelnemers
Het deelnemersveld veranderde dit seizoen niet ten opzichte van de afgelopen jaren, toen het startveld werd ingekrompen. Enerzijds werd het aantal deelnemers per land beperkt, anderzijds werden de eisen aan de biatleten verscherpt. De IBU wilde hiermee het algehele niveau van de wereldbeker verhogen, beter waarborgen dat tijdens een wedstrijd de biatleten dezelfde omstandigheden hebben en dat de gehele wedstrijd rechtstreeks op televisie uitgezonden kan worden. 
Het aantal deelnemers per land hing af van de resultaten van de vorige wereldbekers. De beste vijf landen uit het landenklassement mochten maximaal zes sporters inschrijven voor de individuele nummers, de volgende vijf landen vijf sporters enzovoorts. Daarnaast mogen drie wildcards worden vergeven, waardoor het maximaal aantal biatleten dat aan de start verscheen, werd beperkt tot 108.
Het aantal startplaatsen per land was als volgt:
Mannen
- 6 startplaatsen:  Noorwegen,  Duitsland,  Frankrijk,  Rusland,  Tsjechië
- 5 startplaatsen:  Oostenrijk,  Oekraïne,  Zwitserland,  Canada,  Slovenië
- 4 startplaatsen:  Wit-Rusland,  Italië,  Verenigde Staten,  Bulgarije,  Zweden,  Slowakije,  Estland
- 3 startplaatsen:  Finland,  Kazachstan,  Roemenië,  Letland,  Litouwen,  Polen
- 2 startplaatsen:  Verenigd Koninkrijk,  Japan
- 1 startplaatsen:  Zuid-Korea
- 0 startplaatsen:  Servië,  China,  Nederland,  Australië

Vrouwen
- 6 startplaatsen:  Duitsland,  Tsjechië,  Frankrijk,  Wit-Rusland,  Oekraïne
- 5 startplaatsen:  Rusland,  Noorwegen,  Italië,  Polen,  Oostenrijk
- 4 startplaatsen:  Slowakije,  Zwitserland,  Canada,  Zweden,  Verenigde Staten,  Finland,  Slovenië
- 3 startplaatsen:  Roemenië,  Bulgarije,  Estland,  Kazachstan,  Litouwen,  Japan
- 2 startplaatsen:  China,  Zuid-Korea
- 1 startplaatsen:  Bosnië en Herzegovina
- 0 startplaatsen:  Spanje,  Letland,  Nederland,  Verenigd Koninkrijk,  Andorra

Landen met nul startplaatsen konden via een wildcard meedoen aan de wereldbeker.
Er werden ook eisen aan de deelnemers gesteld. Zo mochten alleen biatleten meedoen die bij bepaalde wedstrijden in een bepaalde periode ten minste een keer op een achterstand van maximaal 15% ten opzichte van het gemiddelde van de top 3 waren geëindigd. Alle deelnemers aan de estafette moesten ook voldoen aan het individuele criterium.
Voor elke wedstrijdlocatie mochten landen twee extra biatleten aanmelden. Uit deze groep moesten de deelnemers op de individuele wedstrijden worden geselecteerd.

## Mannen

### Kalender
| Datum                               | Plaats           | Onderdeel             | Eerste                                                                            | Tweede                                                                                 | Derde                                                                                       |
| ----------------------------------- | ---------------- | --------------------- | --------------------------------------------------------------------------------- | -------------------------------------------------------------------------------------- | ------------------------------------------------------------------------------------------- |
| 02/12/2015                          | Östersund        | 20 km individueel     | Ole Einar Bjørndalen                                                              | Simon Schempp                                                                          | Aleksej Volkov                                                                              |
| 05/12/2015                          | Östersund        | 10 km sprint          | Martin Fourcade                                                                   | Arnd Peiffer                                                                           | Ole Einar Bjørndalen                                                                        |
| 06/12/2015                          | Östersund        | 12,5 km achtervolging | Martin Fourcade                                                                   | Arnd Peiffer                                                                           | Quentin Fillon Maillet                                                                      |
| 11/12/2015                          | Hochfilzen       | 10 km sprint          | Simon Schempp                                                                     | Martin Fourcade                                                                        | Tarjei Bø                                                                                   |
| 12/12/2015                          | Hochfilzen       | 12,5 km achtervolging | Martin Fourcade                                                                   | Simon Schempp                                                                          | Anton Sjipoelin                                                                             |
| 13/12/2015                          | Hochfilzen       | 4 x 7,5 km estafette  | Rusland Aleksej Volkov Jevgeni Garanitsjev Dmitri Malysjko Anton Sjipoelin        | Noorwegen Henrik L'Abée-Lund Johannes Thingnes Bø Tarjei Bø Emil Hegle Svendsen        | Frankrijk Simon Fourcade Quentin Fillon Maillet Simon Desthieux Martin Fourcade             |
| 17/12/2015                          | Pokljuka         | 10 km sprint          | Simon Schempp                                                                     | Ole Einar Bjørndalen                                                                   | Jevgeni Garanitsjev                                                                         |
| 19/12/2015                          | Pokljuka         | 12,5 km achtervolging | Simon Schempp                                                                     | Martin Fourcade                                                                        | Anton Sjipoelin                                                                             |
| 20/12/2015                          | Pokljuka         | 15 km massastart      | Jean-Guillaume Béatrix                                                            | Emil Hegle Svendsen                                                                    | Ole Einar Bjørndalen                                                                        |
| 08/01/2016                          | Ruhpolding       | 10 km sprint          | Johannes Thingnes Bø                                                              | Tarjei Bø                                                                              | Emil Hegle Svendsen                                                                         |
| 09/01/2016                          | Ruhpolding       | 12,5 km achtervolging | Simon Eder                                                                        | Martin Fourcade                                                                        | Michal Šlesingr                                                                             |
| 10/01/2016                          | Ruhpolding       | 15 km massastart      | Martin Fourcade                                                                   | Ondřej Moravec                                                                         | Tarjei Bø                                                                                   |
| 13/01/2016                          | Ruhpolding       | 20 km individueel     | Martin Fourcade                                                                   | Simon Eder                                                                             | Anton Sjipoelin                                                                             |
| 15/01/2016                          | Ruhpolding       | 4 x 7,5 km estafette  | Noorwegen Ole Einar Bjørndalen Johannes Thingnes Bø Tarjei Bø Emil Hegle Svendsen | Rusland Aleksej Volkov Jevgeni Garanitsjev Maksim Tsvetkov Anton Sjipoelin             | Oostenrijk Sven Grossegger Julian Eberhard Simon Eder Dominik Landertinger                  |
| 16/01/2016                          | Ruhpolding       | 15 km massastart      | Erik Lesser                                                                       | Martin Fourcade                                                                        | Jevgeni Garanitsjev                                                                         |
| 22/01/2016                          | Antholz          | 10 km sprint          | Simon Schempp                                                                     | Maksim Tsvetkov                                                                        | Tarjei Bø                                                                                   |
| 23/01/2016                          | Antholz          | 12,5 km achtervolging | Anton Sjipoelin                                                                   | Simon Schempp                                                                          | Johannes Thingnes Bø                                                                        |
| 24/01/2016                          | Antholz          | 4 x 7,5 km estafette  | Rusland Maksim Tsvetkov Jevgeni Garanitsjev Dmitri Malysjko Anton Sjipoelin       | Duitsland Erik Lesser Benedikt Doll Arnd Peiffer Simon Schempp                         | Noorwegen Ole Einar Bjørndalen Lars Helge Birkeland Johannes Thingnes Bø Erlend Bjøntegaard |
| 04/02/2016                          | Canmore          | 10 km sprint          | Martin Fourcade                                                                   | Anton Sjipoelin                                                                        | Simon Schempp                                                                               |
| 06/02/2016                          | Canmore          | 15 km massastart      | Dominik Windisch                                                                  | Benedikt Doll                                                                          | Quentin Fillon Maillet                                                                      |
| 11/02/2016                          | Presque Isle     | 10 km sprint          | Johannes Thingnes Bø                                                              | Anton Sjipoelin                                                                        | Martin Fourcade                                                                             |
| 12/02/2016                          | Presque Isle     | 12,5 km achtervolging | Martin Fourcade                                                                   | Johannes Thingnes Bø                                                                   | Anton Sjipoelin                                                                             |
| 13/02/2016                          | Presque Isle     | 4 x 7,5 km estafette  | Noorwegen Lars Helge Birkeland Erlend Bjøntegaard Johannes Thingnes Bø Tarjei Bø  | Frankrijk Simon Fourcade Quentin Fillon Maillet Simon Desthieux Jean-Guillaume Béatrix | Duitsland Erik Lesser Andreas Birnbacher Daniel Böhm Benedikt Doll                          |
| Wereldkampioenschappen biatlon 2016 |                  |                       |                                                                                   |                                                                                        |                                                                                             |
| 05/03/2016                          | Oslo             | 10 km sprint          | Martin Fourcade                                                                   | Ole Einar Bjørndalen                                                                   | Serhij Semenov                                                                              |
| 06/03/2016                          | Oslo             | 12,5 km achtervolging | Martin Fourcade                                                                   | Ole Einar Bjørndalen                                                                   | Emil Hegle Svendsen                                                                         |
| 10/03/2016                          | Oslo             | 20 km individueel     | Martin Fourcade                                                                   | Dominik Landertinger                                                                   | Simon Eder                                                                                  |
| 12/03/2016                          | Oslo             | 4 x 7,5 km estafette  | Noorwegen Ole Einar Bjørndalen Johannes Thingnes Bø Tarjei Bø Emil Hegle Svendsen | Duitsland Erik Lesser Benedikt Doll Arnd Peiffer Simon Schempp                         | Canada Christian Gow Nathan Smith Scott Gow Brendan Green                                   |
| 13/03/2016                          | Oslo             | 15 km massastart      | Johannes Thingnes Bø                                                              | Martin Fourcade                                                                        | Ole Einar Bjørndalen                                                                        |
| 18/03/2016                          | Chanty-Mansiejsk | 10 km sprint          | Julian Eberhard                                                                   | Simon Schempp                                                                          | Arnd Peiffer                                                                                |
| 19/03/2016                          | Chanty-Mansiejsk | 12,5 km achtervolging | Simon Schempp                                                                     | Johannes Thingnes Bø                                                                   | Erik Lesser                                                                                 |
| 20/03/2016                          | Chanty-Mansiejsk | 15 km massastart      | Afgelast                                                                          | Afgelast                                                                               | Afgelast                                                                                    |

### Eindstanden
| Algemene wereldbeker |                        |      |        |
| #                    | Naam                   | Land | Punten |
| 1                    | Martin Fourcade        | FRA  | 1151   |
| 2                    | Johannes Thingnes Bø   | NOR  | 820    |
| 3                    | Anton Sjipoelin        | RUS  | 806    |
| 4                    | Simon Schempp          | GER  | 769    |
| 5                    | Simon Eder             | AUT  | 714    |
| 6                    | Tarjei Bø              | NOR  | 708    |
| 7                    | Jevgeni Garanitsjev    | RUS  | 659    |
| 8                    | Benedikt Doll          | GER  | 602    |
| 9                    | Dominik Landertinger   | AUT  | 600    |
| 10                   | Emil Hegle Svendsen    | NOR  | 595    |
| 11                   | Arnd Peiffer           | GER  | 589    |
| 12                   | Quentin Fillon Maillet | FRA  | 580    |
| 13                   | Ole Einar Bjørndalen   | NOR  | 577    |
| 14                   | Erik Lesser            | GER  | 553    |
| 15                   | Tim Burke              | USA  | 467    |
| 16                   | Simon Desthieux        | FRA  | 449    |
| 17                   | Lowell Bailey          | USA  | 443    |
| 18                   | Michal Šlesingr        | CZE  | 424    |
| 19                   | Andreas Birnbacher     | AUT  | 421    |
| 20                   | Andrejs Rastorgujevs   | LAT  | 394    |

| Landenklassement |                  |        |
| #                | Land             | Punten |
| 1                | Noorwegen        | 7808   |
| 2                | Duitsland        | 7518   |
| 3                | Rusland          | 7178   |
| 4                | Frankrijk        | 7113   |
| 5                | Oostenrijk       | 6795   |
| 6                | Verenigde Staten | 5988   |
| 7                | Oekraïne         | 5831   |
| 8                | Tsjechië         | 5688   |
| 9                | Italië           | 5471   |
| 10               | Canada           | 5459   |

| Estafettes |                  |        |
| #          | Land             | Punten |
| 1          | Noorwegen        | 282    |
| 2          | Rusland          | 255    |
| 3          | Duitsland        | 236    |
| 4          | Frankrijk        | 217    |
| 5          | Oostenrijk       | 209    |
| 6          | Verenigde Staten | 184    |
| 7          | Canada           | 173    |
| 8          | Italië           | 160    |
| 9          | Oekraïne         | 151    |
| 10         | Zwitserland      | 151    |

| Wereldbeker 20 km individueel |                        |      |        |
| #                             | Naam                   | Land | Punten |
| 1                             | Martin Fourcade        | FRA  | 140    |
| 2                             | Simon Eder             | AUT  | 138    |
| 3                             | Dominik Landertinger   | AUT  | 105    |
| 4                             | Anton Sjipoelin        | RUS  | 100    |
| 5                             | Johannes Thingnes Bø   | NOR  | 90     |
| 6                             | Andreas Birnbacher     | AUT  | 87     |
| 7                             | Ole Einar Bjørndalen   | NOR  | 84     |
| 8                             | Jevgeni Garanitsjev    | RUS  | 82     |
| 9                             | Simon Schempp          | GER  | 79     |
| 10                            | Quentin Fillon Maillet | FRA  | 78     |

| Wereldbeker 10 km sprint |                      |      |        |
| #                        | Naam                 | Land | Punten |
| 1                        | Martin Fourcade      | FRA  | 379    |
| 2                        | Simon Schempp        | GER  | 316    |
| 3                        | Johannes Thingnes Bø | NOR  | 298    |
| 4                        | Arnd Peiffer         | GER  | 262    |
| 5                        | Anton Sjipoelin      | RUS  | 251    |
| 6                        | Tarjei Bø            | NOR  | 234    |
| 7                        | Benedikt Doll        | GER  | 222    |
| 8                        | Julian Eberhard      | AUT  | 220    |
| 9                        | Simon Eder           | AUT  | 213    |
| 10                       | Dominik Landertinger | AUT  | 207    |

| Wereldbeker 12,5 km achtervolging |                      |      |        |
| #                                 | Naam                 | Land | Punten |
| 1                                 | Martin Fourcade      | FRA  | 391    |
| 2                                 | Anton Sjipoelin      | RUS  | 300    |
| 3                                 | Johannes Thingnes Bø | NOR  | 278    |
| 4                                 | Tarjei Bø            | NOR  | 267    |
| 5                                 | Simon Eder           | AUT  | 254    |
| 6                                 | Simon Schempp        | GER  | 251    |
| 7                                 | Emil Hegle Svendsen  | NOR  | 229    |
| 8                                 | Jevgeni Garanitsjev  | RUS  | 219    |
| 9                                 | Erik Lesser          | GER  | 201    |
| 10                                | Arnd Peiffer         | GER  | 181    |

| Wereldbeker 15 km massastart |                        |      |        |
| #                            | Naam                   | Land | Punten |
| 1                            | Martin Fourcade        | FRA  | 242    |
| 2                            | Quentin Fillon Maillet | FRA  | 204    |
| 3                            | Anton Sjipoelin        | RUS  | 186    |
| 4                            | Johannes Thingnes Bø   | NOR  | 174    |
| 5                            | Jevgeni Garanitsjev    | RUS  | 167    |
| 6                            | Arnd Peiffer           | GER  | 148    |
| 7                            | Benedikt Doll          | GER  | 146    |
| 8                            | Tarjei Bø              | NOR  | 146    |
| 9                            | Dominik Windisch       | ITA  | 144    |
| 10                           | Simon Desthieux        | FRA  | 134    |

## Vrouwen

### Kalender
| Datum                               | Plaats           | Onderdeel           | Eerste                                                                         | Tweede                                                                          | Derde                                                                                      |
| ----------------------------------- | ---------------- | ------------------- | ------------------------------------------------------------------------------ | ------------------------------------------------------------------------------- | ------------------------------------------------------------------------------------------ |
| 03/12/2015                          | Östersund        | 15 km individueel   | Dorothea Wierer                                                                | Marie Dorin Habert                                                              | Olena Pidhroesjna                                                                          |
| 05/12/2015                          | Östersund        | 7,5 km sprint       | Gabriela Soukalová                                                             | Federica Sanfilippo                                                             | Olena Pidhroesjna                                                                          |
| 06/12/2015                          | Östersund        | 10 km achtervolging | Kaisa Mäkäräinen                                                               | Dorothea Wierer                                                                 | Franziska Hildebrand                                                                       |
| 11/12/2015                          | Hochfilzen       | 7,5 km sprint       | Franziska Hildebrand                                                           | Maren Hammerschmidt                                                             | Miriam Gössner                                                                             |
| 12/12/2015                          | Hochfilzen       | 10 km achtervolging | Laura Dahlmeier                                                                | Maren Hammerschmidt                                                             | Gabriela Soukalová                                                                         |
| 13/12/2015                          | Hochfilzen       | 4 x 6 km estafette  | Italië Lisa Vittozzi Karin Oberhofer Federica Sanfilippo Dorothea Wierer       | Duitsland Franziska Hildebrand Maren Hammerschmidt Vanessa Hinz Franziska Preuß | Oekraïne Joelia Dzjyma Olga Abramova Valj Semerenko Olena Pidhroesjna                      |
| 18/12/2015                          | Pokljuka         | 7,5 km sprint       | Marie Dorin Habert                                                             | Laura Dahlmeier                                                                 | Franziska Hildebrand                                                                       |
| 19/12/2015                          | Pokljuka         | 10 km achtervolging | Laura Dahlmeier                                                                | Marie Dorin Habert                                                              | Kaisa Mäkäräinen                                                                           |
| 20/12/2015                          | Pokljuka         | 12,5 km massastart  | Kaisa Mäkäräinen                                                               | Gabriela Soukalová                                                              | Olga Podtsjoefarova                                                                        |
| 08/01/2016                          | Ruhpolding       | 7,5 km sprint       | Franziska Hildebrand                                                           | Gabriela Soukalová                                                              | Kaisa Mäkäräinen                                                                           |
| 09/01/2016                          | Ruhpolding       | 10 km achtervolging | Laura Dahlmeier                                                                | Gabriela Soukalová                                                              | Dorothea Wierer                                                                            |
| 10/01/2016                          | Ruhpolding       | 12,5 km massastart  | Laura Dahlmeier                                                                | Marie Dorin Habert                                                              | Tiril Eckhoff                                                                              |
| 14/01/2016                          | Ruhpolding       | 15 km individueel   | Dorothea Wierer                                                                | Kaisa Mäkäräinen                                                                | Gabriela Soukalová                                                                         |
| 16/01/2016                          | Ruhpolding       | 12,5 km massastart  | Gabriela Soukalová                                                             | Franziska Hildebrand                                                            | Laura Dahlmeier                                                                            |
| 17/01/2016                          | Ruhpolding       | 4 x 6 km estafette  | Oekraïne Iryna Varvynets Joelia Dzjyma Valj Semerenko Olena Pidhroesjna        | Duitsland Karolin Horchler Miriam Gössner Maren Hammerschmidt Laura Dahlmeier   | Italië Lisa Vittozzi Karin Oberhofer Alexia Runggaldier Dorothea Wierer                    |
| 21/01/2016                          | Antholz          | 7,5 km sprint       | Olga Podtsjoefarova                                                            | Dorothea Wierer                                                                 | Jekaterina Joerlova                                                                        |
| 23/01/2016                          | Antholz          | 10 km achtervolging | Jekaterina Joerlova                                                            | Selina Gasparin                                                                 | Dorothea Wierer                                                                            |
| 24/01/2016                          | Antholz          | 4 x 6 km estafette  | Frankrijk Justine Braisaz Anaïs Bescond Anaïs Chevalier Marie Dorin Habert     | Tsjechië Eva Puskarčíková Lucie Charvátová Gabriela Soukalová Veronika Vítková  | Rusland Jekaterina Sjoemilova Anastasia Zagoroejko Jekaterina Joerlova Olga Podtsjoefarova |
| 05/02/2016                          | Canmore          | 7,5 km sprint       | Olena Pidhroesjna                                                              | Krystyna Guzik                                                                  | Dorothea Wierer                                                                            |
| 06/02/2016                          | Canmore          | 12,5 km massastart  | Dorothea Wierer                                                                | Marie Dorin Habert                                                              | Gabriela Soukalová                                                                         |
| 11/02/2016                          | Presque Isle     | 7,5 km sprint       | Gabriela Soukalová                                                             | Susan Dunklee                                                                   | Krystyna Guzik                                                                             |
| 12/02/2016                          | Presque Isle     | 10 km achtervolging | Gabriela Soukalová                                                             | Kaisa Mäkäräinen                                                                | Marie Dorin Habert                                                                         |
| 13/02/2016                          | Presque Isle     | 4 x 6 km estafette  | Tsjechië Eva Puskarčíková Lucie Charvátová Gabriela Soukalová Veronika Vítková | Oekraïne Iryna Varvynets Natalja Boerdyga Joelia Dzjyma Olena Pidhroesjna       | Duitsland Franziska Preuß Luise Kummer Miriam Gössner Karolin Horchler                     |
| Wereldkampioenschappen biatlon 2016 |                  |                     |                                                                                |                                                                                 |                                                                                            |
| 05/03/2016                          | Oslo             | 7,5 km sprint       | Tiril Eckhoff                                                                  | Marie Dorin Habert                                                              | Laura Dahlmeier                                                                            |
| 06/03/2016                          | Oslo             | 10 km achtervolging | Laura Dahlmeier                                                                | Dorothea Wierer                                                                 | Marie Dorin Habert                                                                         |
| 09/03/2016                          | Oslo             | 15 km individueel   | Marie Dorin Habert                                                             | Anaïs Bescond                                                                   | Laura Dahlmeier                                                                            |
| 11/03/2016                          | Oslo             | 4 x 6 km estafette  | Noorwegen Synnøve Solemdal Fanny Horn Birkeland Tiril Eckhoff Marte Olsbu      | Frankrijk Justine Braisaz Anaïs Bescond Anaïs Chevalier Marie Dorin Habert      | Duitsland Franziska Preuß Franziska Hildebrand Maren Hammerschmidt Laura Dahlmeier         |
| 13/03/2016                          | Oslo             | 12,5 km massastart  | Marie Dorin Habert                                                             | Laura Dahlmeier                                                                 | Kaisa Mäkäräinen                                                                           |
| 17/03/2016                          | Chanty-Mansiejsk | 7,5 km sprint       | Kaisa Mäkäräinen                                                               | Gabriela Soukalová                                                              | Marte Olsbu                                                                                |
| 19/03/2016                          | Chanty-Mansiejsk | 10 km achtervolging | Kaisa Mäkäräinen                                                               | Marie Dorin Habert                                                              | Dorothea Wierer                                                                            |
| 20/03/2016                          | Chanty-Mansiejsk | 12,5 km massastart  | Afgelast                                                                       | Afgelast                                                                        | Afgelast                                                                                   |

### Eindstanden
| Algemene wereldbeker |                      |      |        |
| #                    | Naam                 | Land | Punten |
| 1                    | Gabriela Soukalová   | CZE  | 1074   |
| 2                    | Marie Dorin Habert   | FRA  | 1028   |
| 3                    | Dorothea Wierer      | ITA  | 944    |
| 4                    | Kaisa Mäkäräinen     | FIN  | 892    |
| 5                    | Franziska Hildebrand | GER  | 793    |
| 6                    | Laura Dahlmeier      | GER  | 786    |
| 7                    | Olena Pidhroesjna    | UKR  | 745    |
| 8                    | Veronika Vítková     | CZE  | 703    |
| 9                    | Anaïs Bescond        | FRA  | 666    |
| 10                   | Krystyna Guzik       | POL  | 566    |
| 11                   | Tiril Eckhoff        | NOR  | 544    |
| 12                   | Franziska Preuß      | GER  | 533    |
| 13                   | Joelia Dzjyma        | UKR  | 494    |
| 14                   | Susan Dunklee        | USA  | 492    |
| 15                   | Lisa Theresa Hauser  | AUT  | 479    |
| 16                   | Olga Podtsjoefarova  | RUS  | 458    |
| 17                   | Karin Oberhofer      | ITA  | 453    |
| 18                   | Magdalena Gwizdon    | POL  | 449    |
| 19                   | Nadezjda Skardino    | BLR  | 443    |
| 20                   | Jekaterina Joerlova  | RUS  | 412    |

| Landenklassement |             |        |
| #                | Land        | Punten |
| 1                | Duitsland   | 7406   |
| 2                | Frankrijk   | 7176   |
| 3                | Tsjechië    | 6944   |
| 4                | Italië      | 6822   |
| 5                | Oekraïne    | 6803   |
| 6                | Rusland     | 6361   |
| 7                | Noorwegen   | 6324   |
| 8                | Polen       | 6021   |
| 9                | Zweden      | 5415   |
| 10               | Wit-Rusland | 5390   |

| Estafettes |            |        |
| #          | Land       | Punten |
| 1          | Duitsland  | 235    |
| 2          | Oekraïne   | 234    |
| 3          | Frankrijk  | 228    |
| 4          | Tsjechië   | 228    |
| 5          | Italië     | 227    |
| 6          | Polen      | 193    |
| 7          | Rusland    | 189    |
| 8          | Noorwegen  | 174    |
| 9          | Zweden     | 163    |
| 10         | Kazachstan | 154    |

| Wereldbeker 15 km individueel |                      |      |        |
| #                             | Naam                 | Land | Punten |
| 1                             | Dorothea Wierer      | ITA  | 154    |
| 2                             | Marie Dorin Habert   | FRA  | 152    |
| 3                             | Gabriela Soukalová   | CZE  | 128    |
| 4                             | Franziska Hildebrand | GER  | 112    |
| 5                             | Anaïs Bescond        | FRA  | 107    |
| 6                             | Veronika Vítková     | CZE  | 106    |
| 7                             | Krystyna Guzik       | POL  | 96     |
| 8                             | Kaisa Mäkäräinen     | FIN  | 93     |
| 9                             | Nadezjda Skardino    | BLR  | 93     |
| 10                            | Laura Dahlmeier      | GER  | 80     |

| Wereldbeker 7,5 km sprint |                      |      |        |
| #                         | Naam                 | Land | Punten |
| 1                         | Gabriela Soukalová   | CZE  | 413    |
| 2                         | Marie Dorin Habert   | FRA  | 336    |
| 3                         | Dorothea Wierer      | ITA  | 327    |
| 4                         | Kaisa Mäkäräinen     | FIN  | 309    |
| 5                         | Olena Pidhroesjna    | UKR  | 299    |
| 6                         | Franziska Hildebrand | GER  | 275    |
| 7                         | Veronika Vítková     | CZE  | 238    |
| 8                         | Anaïs Bescond        | FRA  | 234    |
| 9                         | Laura Dahlmeier      | GER  | 213    |
| 10                        | Krystyna Guzik       | POL  | 212    |

| Wereldbeker 10 km achtervolging |                      |      |        |
| #                               | Naam                 | Land | Punten |
| 1                               | Gabriela Soukalová   | CZE  | 354    |
| 2                               | Dorothea Wierer      | ITA  | 348    |
| 3                               | Marie Dorin Habert   | FRA  | 331    |
| 4                               | Kaisa Mäkäräinen     | FIN  | 324    |
| 5                               | Laura Dahlmeier      | GER  | 265    |
| 6                               | Franziska Hildebrand | GER  | 237    |
| 7                               | Olena Pidhroesjna    | UKR  | 224    |
| 8                               | Veronika Vítková     | CZE  | 217    |
| 9                               | Franziska Preuß      | GER  | 213    |
| 10                              | Tiril Eckhoff        | NOR  | 189    |

| Wereldbeker 12,5 km massastart |                      |      |        |
| #                              | Naam                 | Land | Punten |
| 1                              | Gabriela Soukalová   | CZE  | 241    |
| 2                              | Marie Dorin Habert   | FRA  | 236    |
| 3                              | Laura Dahlmeier      | GER  | 228    |
| 4                              | Kaisa Mäkäräinen     | FIN  | 179    |
| 5                              | Franziska Hildebrand | GER  | 169    |
| 6                              | Anaïs Bescond        | FRA  | 164    |
| 7                              | Olena Pidhroesjna    | UKR  | 158    |
| 8                              | Dorothea Wierer      | ITA  | 148    |
| 9                              | Veronika Vítková     | CZE  | 142    |
| 10                             | Tiril Eckhoff        | NOR  | 134    |

## Gemengd

### Kalender
| Datum                               | Plaats    | Onderdeel                                | Eerste                                                                            | Tweede                                                                    | Derde                                                                       |
| ----------------------------------- | --------- | ---------------------------------------- | --------------------------------------------------------------------------------- | ------------------------------------------------------------------------- | --------------------------------------------------------------------------- |
| 29/11/2015                          | Östersund | Single-Mixed-Relay                       | Noorwegen Kaia Nicolaisen Lars Helge Birkeland                                    | Canada Rosanna Crawford Nathan Smith                                      | Duitsland Maren Hammerschmidt Daniel Böhm                                   |
| 29/11/2015                          | Östersund | 2 x 6 km + 2 x 7,5 km gemengde estafette | Noorwegen Fanny Horn Birkeland Tiril Eckhoff Johannes Thingnes Bø Tarjei Bø       | Duitsland Franziska Hildebrand Vanessa Hinz Benedikt Doll Simon Schempp   | Tsjechië Veronika Vítková Gabriela Soukalová Michal Šlesingr Ondřej Moravec |
| 07/02/2016                          | Canmore   | Single-Mixed-Relay                       | Frankrijk Marie Dorin Habert Martin Fourcade                                      | Oostenrijk Lisa Theresa Hauser Simon Eder                                 | Noorwegen Hilde Fenne Lars Helge Birkeland                                  |
| 07/02/2016                          | Canmore   | 2 x 6 km + 2 x 7,5 km gemengde estafette | Duitsland Franziska Hildebrand Franziska Preuß Arnd Peiffer Simon Schempp         | Italië Dorothea Wierer Karin Oberhofer Lukas Hofer Dominik Windisch       | Noorwegen Marte Olsbu Synnøve Solemdal Alexander Os Håvard Bogetveit        |
| Wereldkampioenschappen biatlon 2016 |           |                                          |                                                                                   |                                                                           |                                                                             |
| 03/03/2016                          | Oslo      | 2 x 6 km + 2 x 7,5 km gemengde estafette | Frankrijk Anaïs Bescond Marie Dorin Habert Quentin Fillon Maillet Martin Fourcade | Duitsland Franziska Preuß Franziska Hildebrand Arnd Peiffer Simon Schempp | Noorwegen Marte Olsbu Tiril Eckhoff Johannes Thingnes Bø Tarjei Bø          |

### Eindstand
| Gemengde estafette¹ |            |        |
| #                   | Land       | Punten |
| 1                   | Noorwegen  | 264    |
| 2                   | Duitsland  | 252    |
| 3                   | Frankrijk  | 223    |
| 4                   | Rusland    | 191    |
| 5                   | Canada     | 183    |
| 6                   | Oostenrijk | 181    |
| 7                   | Italië     | 179    |
| 8                   | Oekraïne   | 177    |
| 9                   | Zweden     | 176    |
| 10                  | Tsjechië   | 173    |

1 In het klassement voor wereldbeker gemengde estafette tellen zowel de gemengde estafette als de single-mixed-relay mee.

## Sponsoren en partners
|                          | Sponsor/partner           |
| ------------------------ | ------------------------- |
| Titelsponsor             | BMW                       |
| Premium sponsoren        | Viessmann                 |
| Premium sponsoren        | Deutsche Kreditbank (DKB) |
| Premium sponsoren        | E.ON                      |
| Datapartner              | IFS                       |
| Tijdpartner              | Polar Electro             |
| Media & marketingpartner | Infront Sports & Media    |
| Mediapartner             | Eurovision                |